# Drum național 1A
Der Drum național 1A (rumänisch für „Nationalstraße 1A“, kurz DN1A) ist eine Hauptstraße in Rumänien. Er ist eine Alternativstrecke zum Drum național 1 zwischen Bukarest und Brașov.

## Verlauf
Die Straße beginnt in Bukarest und verläuft westlich des Drum național 1 (Europastraße 60) über Buftea nach Ploiești, wo sie den Drum național 1 kreuzt. Weiter verläuft sie östlich des  Drum național 1 durch das Tal des Teleajen über Vălenii de Munte und den Bratocea-Pass (1263 m) nach Săcele (Siebendörfer) südlich von Brașov (Kronstadt), wo sie wieder auf den Drum național 1 trifft und an diesem endet.
Die Länge der Straße beträgt rund 185 Kilometer.